# 산장

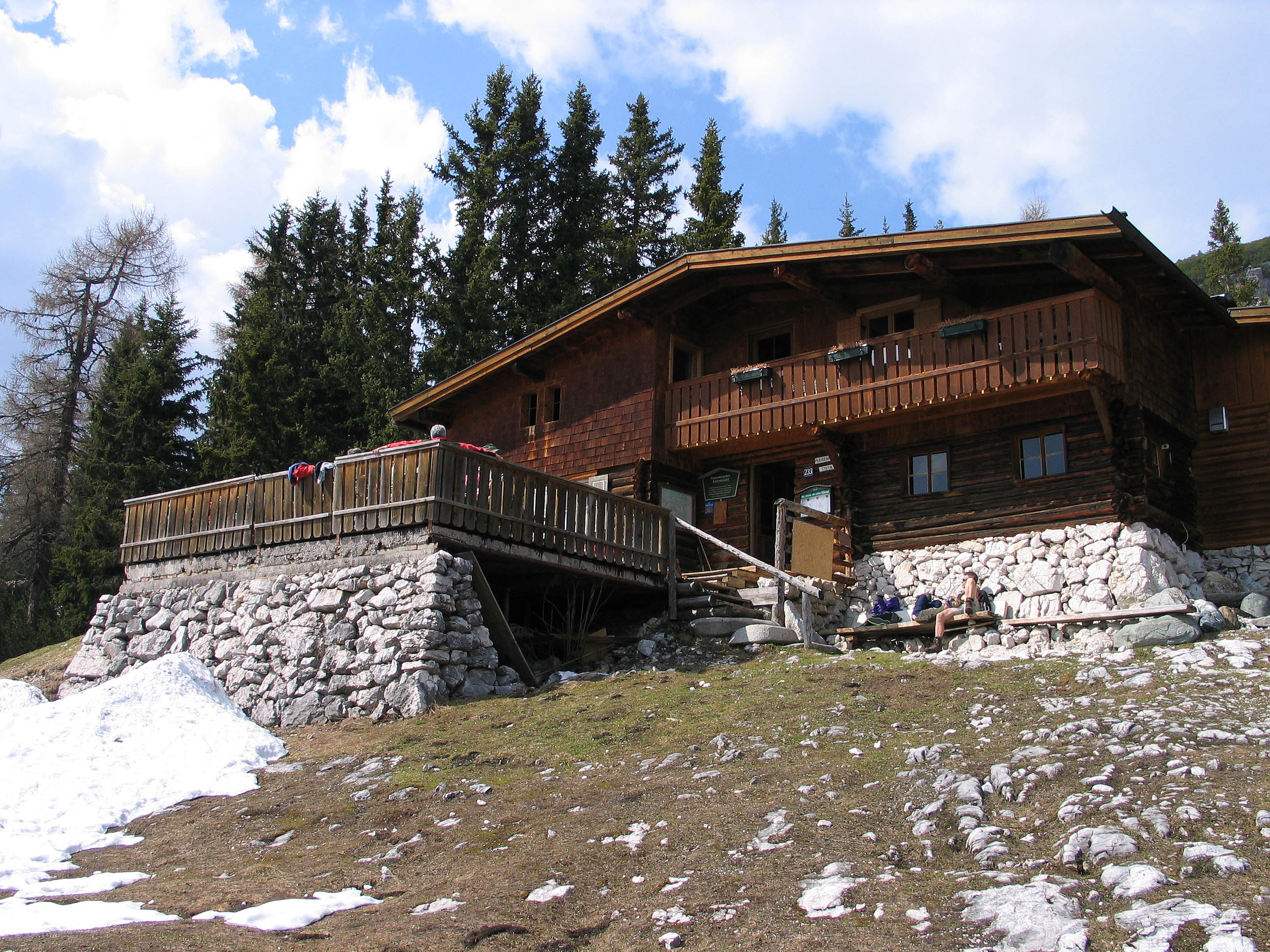
산장

산장(山莊)는 산에 있는 숙박, 휴게 시설의 총칭이다.
현대의 산장은 1.5세기 전으로 거슬러 올라간다. 스위스 알파인 클럽은 1863년 이후로 산장을 짓고 있다. 미국에서 애팔래치아 마운틴 클럽은 1889년 뉴햄프셔의 매디슨 스프링에서 최초의 산장을 지었다.

## 같이 보기
- 보티 (영국)
- 귀틀집
- 토속건축